# Xian de Wenshui
Le xian de Wenshui (文水县 ; pinyin : Wénshuǐ Xiàn) est un district administratif de la province du Shanxi en Chine. Il est placé sous la juridiction de la ville-préfecture de Lüliang.

## Démographie
La population du district était de 404 278 habitants en 1999.